# Rivière Missisquoi
Rivière Missisquoi är ett vattendrag i Kanada.   Det ligger i provinsen Québec, i den sydöstra delen av landet, 250 km öster om huvudstaden Ottawa.
I omgivningarna runt Rivière Missisquoi växer i huvudsak lövfällande lövskog. Runt Rivière Missisquoi är det glesbefolkat, med 14 invånare per kvadratkilometer.